# 4e étape du Tour d'Italie 1998
La 4e étape du Tour d'Italie 1998 a lieu le 20 mai entre Viareggio et Monte Argentario. Elle est remportée par Nicola Miceli.

## Récit
Quatrième l'an passé du Giro, Nicola Miceli ne comptait qu'une seule victoire à son palmarès. En lâchant Luc Leblanc dans la descente d'un col situé à 5 km de l'arrivée, il remporte cette étape et signe donc son deuxième succès chez les professionnels. Michele Bartoli, encore deuxième, revient à une seconde du Maillot Rose grâce aux bonifications.

## Classement de l'étape
| \| 1. \| Nicola Miceli \| \| Riso Scotti \| en \| \| \| 2. \| Michele Bartoli \| \| Asics \| + \| 3 s \| \| 3. \| Mariano Piccoli \| \| Brescialat \| \| m.t. \| |                 |  |             |    |      |
| 1. | Nicola Miceli   |  | Riso Scotti | en |      |
| 2. | Michele Bartoli |  | Asics       | +  | 3 s  |
| 3. | Mariano Piccoli |  | Brescialat  |    | m.t. |

## Classement général
| \| 1. \| Serhiy Honchar \| \| Cantina Tollo \| en \| \| \| 2. \| Michele Bartoli \| \| Asics \| + \| 1 s \| \| 3. \| Mariano Piccoli \| \| Brescialat \| \| 8 s \| |                 |  |               |    |     |
| 1. | Serhiy Honchar  |  | Cantina Tollo | en |     |
| 2. | Michele Bartoli |  | Asics         | +  | 1 s |
| 3. | Mariano Piccoli |  | Brescialat    |    | 8 s |